# Карл II (герцог Парми)
Карл II (італ. Carlo II di Parma; 22 грудня 1799 — 16 квітня 1883) — король Етрурії в 1803—1807 роках (як Людовик II), герцог Лукки (як Карл I) в 1824–1847 роках, герцог Парми і П'янченци (як Карл II) в 1847–1849 роках.

## Життєпис

### Король Етрурії
Походив з династії Пармських Бурбонів. Єдиний син Людовика, принца Парми і інфанта Іспанії, та Марії Луїзи Жозефіни де Бурбон. Народився 1799 року в королівському палаці Мадриду, отримавши ім'я Карл Людовик. 1801 року батько стає королем утвореного Наполеоном Етрурського королівства. 1803 року після смерті Людовика I успадкував трон під ім'ям Людовик II.
З огляду на малий вік регентшею стала його мати. 1807 року імператор Наполеон I приєднав Етрурське королівство до Франції. Людовику II і його матері був обіцяний трон королівства Північна Лузітанія на півночі Португалії, яке ще необхідно було створити. Для цього з матір'ю перебрався до Іспанії, але після повалення 1808 року іспанських Бурбонів, план утворення Північної Лузітанії було скасовано, а сам Людовик з родиною перебрався до Комп'єні (Франція), де отримав палац. Але невдовзі Людовика з матір'ю та сестрою було відправлено до Ніцци, де вони перебували фактично в статусі ув'язнених. Спроби матері Людовика звільнитися призвели до того, що її 1811 року було відправлено до монастиря.
1811 року Карла Людовика було відправлено до Риму, під опіку іспанських родичів. Тут він перебував до 1815 року. За рішенням Віденського конгресу, Карл Людовик став спадкоємцем Лукканського герцогства, де стала правити його мати. Родинне герцогство Пармське було передано дружині Наполеона — Марії Луїзі. разом з тим він отримав права на спадкування Парми.

### Герцог Лукки
1817 року разом з матір'ю прибув до Лукки. 1820 року одружився з представницею Савойської династії. 1824 року після смерті матері став герцогом Лукканським як Карл I. Спочатку залишив уряд на чолі із Асканіо Мансі, на якого поклав усі державні справи. Сам він до 1827 року мандрував Італією. Часто відвідував Рим, Неаполь і Модену.
В самій Луцці завдяки наполегливості міністра Мансі було проведено важливі реформи: впорядковано податки і мита, розширено свободу торгівлі, створено Земельний реєстр, заохочувалася освіта та медицина.
Потім до 1833 року мандрував Німеччиною, багато часу проводив при монарших дворах Австрії, Пруссії, часто відвідував Прагу і Франкфурт-на-Майні. Водночас придбав замки Уршендорф (поблизу Санкт-Єгиден-ам-Штейнфельд) та Вайстропп (поблизу Дрездена).
Разом з тим з 1831 року все більше цікавився зовнішньою політику, зокрема не визнав королем Франції Луї-Філіппа I Орлеанського. В Іспанії підтримав карлістів, а їхнього лідера — Карлоса де Бурбона визнав іспанським королем. Водночас намагався звільнитися від впливу Великого герцогства Тосканського. В результаті викликав підозри впливового австрійського міністра Клемента фон Меттерніха.
З 1833 року став займатися внутрішніми справами свого герцогства. Спочатку оголосив загальну амністію. Потім призначив головним радником англійця Томаса Ворда. Виявив релігійну терпимість до православних і протестантів. разом з тим відмовився повернути ліберальну Конституцію 1805 року.
Вже 1836 року герцог знову перебрався до Відня. 1837 року дозволив відкрити казино в Піве Санто Стефано. Того ж року він просував реформу Державної ради та Ради міністрів. 1838 року був присутній в Мілані під час коронації Фердинанда Габсбурга королем Ломбардії та Венеції. Слідом за цим рушив до Франції, а звідти — до великої Британії.
1840 року після смерті його першого міністра Асканіо Мансі знову перебрав управління на себе, привертаючи лібералів з усієї Європи. Він обрав здібного Антоніо Маццароса на посаду президента Державної Ради, але під тиском Австрії призначив Фабріціо Остуні міністром закордонних справ. В цей час Лукканське герцогство перебувало на межі банкрутства. У 1841 році картини Палатинської галереї довелося продати.
1844 року під тиском Австрії уклав Флорентійський договір з великим герцогством Тосканським і герцогством Моденським, за яким відмовлявся від прав на Гуасталльське герцогство та землі на схід від Ензи, які передавалися Модені. Це договір зберігали в таємниці майже 3 роки, але, як тільки про нього стало відомо, він сприяв зростанню непопулярності Карла I як у Луцці, так і в Пармі. Потреба у грошах змусила герцога за порадою Томаса Ворда, який став міністром фінансів, вимагати грошей за титули, що надавалися протягом 30 років до цього часу. Все це спричинило загальне невдоволення.
У Луцці почав зростати ліберальний рух. У 1847 році відбулася низка демонстрацій, що завершилася в липні повномасштабними заворушеннями. Безперервні заворушення змусили його укритися на віллі Сан-Мартино у Він'яле. 1 вересня 1847 року він підписав низку поступок. Але невдовзі переїхав до Модени, де перетворив державну раду на Регентську. Потім він зрікся трону на користь Леопольда II, великого герцога Тосканського.

### Герцог Парми
У грудні 1847 року після смерті Марії Луїзи успадкував герцогство Парми і П'янченци як Карл II. За Флорентійським договором 1844 року передав Гуастальське герцогство Модені, натомість отримав Луніджану. Втім він не мав підтримки знаті та місцевого населення.
У своїх перших актах управління він намагався організувати центральну адміністрацію. Він також підписав військовий союз з Австрією. Через кілька місяців після його приїзду в Пармі спалахнула революція 1848 року. Він був змушений вибирати між придушенням революції або наданням реформ. Він обрав останнє і призначив регентство із завданням підготувати конституцію. Його наміром було зберегти трон для свого сина, який попросив допомоги у Карла Альберта, короля Сардинії. Але останній бажав приєднати Парму і П'янченцу до своїх володінь.
Зрештою залишив Італію, перебравшись до замку Вейстроп. Тут 1848 року зрікся трону. Але в цей час почалася Австро-італійська війна, внаслідок чого 1849 року австрійці зайняли Пармське герцогство. Карл II повернувся на трон, але вже 14 березня 1849 року остаточно зрікся влади.

### Останні роки
Колишній герцог прийняв титул графа Віллафранки. Живучи приватною людиною, він присвятив свій час розвагам, чергуючи своє перебування між Парижем, Ніццою та своїм замком Вейстропп. Маючи борги, він продав свій австрійський маєток Уршендорфа своєму другові Томасу Ворду. 1852 року відвідав Мадрид, щоб визнати свою Ізабелу II законною королевою Іспанії.
1854 року після вбивства сина Карла III не наважився повернутися на трон. При цьому не втрутився у боротьбу за регентство над онуком Робертом. Невдовзі перебрався до Парижа.
У 1860 року Карл Людовик вітав об'єднання Італії. після цього часто відвідував Лукку, перебуваючи на віллах Монтіньосо та Сан-Мартино. Помер 1883 року в Ніцці.

## Родина
Дружина — Марія Тереза, донька Віктора Емануїла I, короля Сардинії.
Діти:
- Луїза Франческа (1821—1823)
- Карл (1823—1854), герцог Пармський